# I nationens intresse
I nationens intresse är en roman av Jan Guillou som gavs ut 1988. Det är den tredje romanen i serien om den svenska underrättelseofficeren Carl Hamilton. 

## Handling
En sovjetisk viceamiral med viktiga kunskaper om hemliga ryska operationer i Östersjön dyker upp på den svenska ambassaden i Kairo för att söka asyl, och uppgiften att hämta hem avhopparen går till den svenska underrättelsetjänsten mest kvalificerade fältoperatör, Carl Hamilton. Samtidigt utreder den svenska polisen mordet på en knivmördad kvinna, och de två händelserna kommer att få sitt samband.

## Tema
Berättelsen handlar om hur politiska intressen kan upphäva de demokratiska lagarna, något författaren själv anser sig ha upplevt under spionerirättegången i samband med IB-affären, en rättegång som han ansåg var politiskt riggad. Om ett verkligt eller påstått nationellt intresse är tillräckligt stort, kan systemet då överse med vilka brott som helst? Kan exempelvis Hamilton begå mord, ett vanligt privat mord som inte har något med hans tjänst att göra, och komma undan på grund av politiskt intresse? Guillous källor som arbetat vid underrättelsetjänsten svarade ja på frågan, med förbehållet att det nationella intresset skulle vara påtagligt starkt. Det mest påtagliga försvarsintresset var vid denna tid frågan om sovjetiska ubåtar i svenska skärgården, och om Hamilton kunde lösa detta skulle systemet se mellan fingrarna på hans privata brottslighet.

## Synopsis
Hamilton har äntligen kommit bort från Säkerhetspolisen och istället fått den militära anställning som han i hemlighet blev tränad för under fem år i USA. Han arbetar nu inom den nya sektionen av den svenska underrättelsetjänsten, under täckmantel att vara chef för det nybildade företaget Hamilton Data System AB i Stockholm. Han känner skuld efter sin tidigare erfarenheter ute på fältet och lider periodvis av depression, vilket hans chefer känner till, och utöver förtroliga samtal med sin gamla mentor DG går han i samtalsterapi hos en betrodd psykiater.
Han trivs med det nya arbetet och sin nya chef Samuel Ulfsson, och skickas till San Diego för att inspektera de två andra svenskar som i hemlighet tränas till fältoperatörer vid samma utbildning som han själv genomgått. Under resan till Kalifornien passar han på att söka upp sin stora ungdomskärlek Tessie, som gift sig rikt, men mötet blir inte särskilt lyckat.
Samtidigt utreder kriminalinspektör Rune Jansson ett mord som begåtts i Norrköping. Den mördade är en ung kvinna som fått halsen avskuren med kniv och mördaren har gått mycket skickligt till väga för att dölja sina spår.
Vid hemkomsten från Kalifornien får Hamilton ett brådskande uppdrag. En sovjetisk viceamiral vid namn Koskov, med stor inblick i ryssarnas operationer i Östersjön, har dykt upp på svenska ambassaden i Kairo där han meddelat sin avsikt att desertera och söka politisk asyl i väst. Anledningen att det blivit ont om tid är att den svenska ambassadören berättat om avhopparen för de egyptiska myndigheterna, vilket innebär att saken snart kan bli känd för motståndarna. Och eftersom GRU utdömer omedelbart dödsstraff till en avhoppad officer, och i ett sådant här läge skulle kunna verkställa domen vart de än kan, är det bråttom att transportera Koskov till Sverige. Egyptierna har bara tillåtit svenskarna att skicka en ensam tjänsteman, för att undvika större bråk, och denne man måste bli Hamilton.
Hamilton reser genast till Kairo och hämtar Koskov, men på resan tillbaka mot Europa kapas det franska flygplanet av tre palestinier som skickats av GRU i syfte att fånga in Koskov och föra planet till Damaskus. Förutseende nog har Hamilton redan vid avresan bytt plats med en annan passagerare och det blir istället denne person som kaparna omedelbart skjuter i huvudet, innan de förser Koskov med handbojor. När de närmar sig Damaskus dödar Hamilton två av kaparna och slår den tredje medvetslös. När flygkaptenen tänker följa regelverket och landa i Damaskus blir det Hamiltons tur att kapa planet i syfte att undkomma GRU, och tvingar planet att vända bort och landa på Cypern istället.
För sin insats under flygkapningen tilldelas Hamilton Hederslegionen.
Samtidigt plågas han av svår skuld. Han bekänner för DG att han mördat sin älskarinna, en helt oskyldig kvinna. Händelsen inträffade då han berättat att han ville göra slut, och hon i uppbragt tillstånd ställde sig bakom honom honom med en kökskniv vilket ledde till hans intränade reflexer slog till och hon fick halsen avskuren.Han har väntat tills Koskov-uppdraget blivit avklarat, men nu vill han överlämna sig själv till polisen. DG anser att Hamilton är för oumbärlig för underrättelsetjänsten och ger honom en direkt order att inte gå till polisen.
Koskov, som tack vare Hamilton är i säkert förvar i Sverige, avslöjar att Sovjetunionen bedriver en storskalig militär undervattensaktivitet på svenskt territorium. Ryssarna har nämligen byggt undervattensbaser i skärgården, där de placerat ryska elitsoldater som i händelse av krig ska utföra sabotage och mord på högt uppsatta svenskar. Hamilton skickas ut i ubåt för att som ensam dykare och i högsta hemlighet undersöka påståendet, och han finner baserna verkligen existerar och är bemannade.
Detta avslöjande är något som i praktiken försätter Sverige i krigsläge, även om det hålls totalt hemligt. De få inom Försvarsmakten som känner till saken går in högsta beredskap för att slå ut baserna, medan statsministern och ett mycket litet antal betrodda ministrar överväger ifall det bästa vore att genomföra en militär operation eller försöka lösa saken diplomatiskt. Ett diplomatiskt försök skulle kunna sluta med att ryssarna bara spelar ovetande, och man diskuterar huruvida ryssarna tyst skulle acceptera ett militär nederlag om det sker i största hemlighet.
Operationen mot undervattensbaserna får namnet Big Red. De som ska utföra den är underrättelsetjänstens nya fältoperatörer, alltså Hamilton och de likadant specialutbildade Joar Lundvall och Åke Stålhandske. För att blidka Hamiltons önskan om att ställas inför rätta för sin mördade älskarinna anordnar DG en hemlig skenrättegång där Hamilton får möta en domstol bestående av jurister inom militären. Han döms för icke-grovt vållande till annans död, och straffet blir böter som han själv får ansvar att bestämma kring.
När politikerna inte vill ge tillåtelse till Big Red blir det istället chefen för marinen som egenmäktigt bestämmer att operationen ska utföras. De tre attackdykarna förintar baserna med sprängmedel, vilket dödar ett okänt men förmodligen mycket stort antal ryska kommandosoldater (de dödade antas vara mellan 50 och 300, och i Fiendens fiende framgår det att den exakta siffran är 248).
Medan Big Red utspelat sig har GRU genomfört en egen operation på svenskt område, då man spårat upp Koskov i skärgården och avrättat honom. Det höga GRU-befäl som arbetat med att leda denna operation är Jurij Tjivartstjev, som sedan återkommer flera gånger i den fortsatta serien. Förhören med Koskov har emellertid redan hunnit resultera i en stor mängd kunskap som är mycket värdefull för den svenska underrättelsetjänsten som handelsvara.
För sin insats med Big Red tilldelas Hamilton, Lundvall och Stålhandske varsin tapperhetsmedalj.
Medan allt detta pågått har kriminalinspektör Rune Jansson lyckats spåra sig fram till Hamilton. Han är övertygad om att Hamilton är mördaren, vilket ju stämmer, men i nationens intresse måste utredningen läggas ner med påskriften ej spaningsresultat.

## Rollfigurer
- Carl Hamilton - underrättelseofficer
- DG - militär spionchef
- Samuel Ulfsson - chef för OP5
- Jurij Tjivartstjev - överste i GRU
- Koskov - sovjetisk viceamiral
- Mouna Al-Husseini - palestinsk underrättelseofficer
- Rune Jansson - kriminalinspektör
- Åke Stålhandske - underrättelseofficer
- Joar Lundwall - underrättelseofficer
- Tessie O'Connor - amerikansk advokat

## Filmen med samma titel
Filmen Hamilton – I nationens intresse från 2012 är inte baserad på varken handlingen eller tidsperioden i boken, utan är en helt fristående omtolkning av karaktären Hamilton som utspelar sig på 2010-talet och handlar om stöld av avancerade vapen och fritagning av svensk gisslan i Somalia. Det enda som är hämtat ur boken är mordet som Hamilton begår på sin flickvän.